# تاريخ البحرين
يعود تاريخ مملكة البحرين إلى أكثر من 5000 عام عندما كانت مركز حضارة دلمون، التي كانت مسيطرة على الخطوط التجارية بين الحضارة السومرية وحضارة وادي الإندوس (السند).
كانت تعني كلمة البحرين المنطقة الشرقية من جزيرة العرب، وتشمل باصطلاحنا اليوم جزءاً من الكويت، المنطقة الشرقية من المملكة العربية السعودية، والبحرين، وقطر، وقسماً من دولة الإمارات العربية المتحدة.

## الإمبراطورية الفارسية
من القرن السادس إلى القرن الثالث قبل الميلاد، عُدّت البحرين جزءًا محوريًا من الإمبراطورية الأخمينية، وهم من الشعوب الإيرانية. من القرن الثالث قبل الميلاد إلى وصول الإسلام في القرن السابع الميلادي، وقعت البحرين تحت سيطرة سلالتين إيرانيتين أخرتين، الإمبراطورية الفرثية والساسانية. بحلول حوالي 130 قبل الميلاد، وضعت الأسرة الفرثية الخليج العربي تحت سيطرتها وبسطت نفوذها حتى عُمان؛ وبما أنهم كانوا بحاجة إلى السيطرة على طريق التجارة في الخليج العربي، فقد أنشأت حاميات عسكرية على طول الساحل الجنوبي للخليج العربي.
في القرن الثالث الميلادي، خلف الساسانيون الإمبراطورية الفرثية واحتفظت بالمنطقة حتى وصول الإسلام بعد أربعة قرون. سار أردشير الأول، أول حاكم للإمبراطورية الساسانية الإيرانية، إلى عمان والبحرين وهزم ساناتروك (أو ساتيران)، الذي ربما كان الحاكم الفرثي للبحرين. عيّن ابنه سابور الأول حاكمًا للبحرين. شيّد سابور مدينة جديدة هناك وأطلق عليها اسم باتان أردشير تيمنًا باسم والده. في هذا الوقت، ضمّت البحرين المقاطعة الساسانية الجنوبية التي تغطي الشاطئ الجنوبي للخليج العربي بالإضافة إلى أرخبيل البحرين. قُسمت المقاطعة الجنوبية من الساسانيين إلى ثلاث مقاطعات؛ هاغار (التي تُعرف الآن بإقليم الهفوف في المملكة العربية السعودية) وباتان أردشير (التي تُعرف الآن بمحافظة القطيف في المملكة العربية السعودية) وتايلوس (التي تُعرف الآن جزيرة البحرين).

## جمهورية القرامطة
حوالي العام 900، قاد أبو سعيد الحسن الجنابي ثورة القرامطة، وهي تمرد نُظّم من قِبَل طائفة إسماعيلية نشأت في الكوفة في العراق في الوقت الحاضر. استولى الجنابي على مدينة حجر، عاصمة البحرين في ذلك الوقت وواحة الأحساء، التي جعلها عاصمة جمهوريته. عندما سيطر على الدولة، سعى الجنابي لخلق مجتمع مدني فاضل.
كان هدف القرامطة هو بناء مجتمع قائم على العقل والمساواة. يحكم الدولة مجلس مؤلف من ستة أعضاء مع الرئيس الذي كان الأول من بينهم. وزعت جميع الممتلكات داخل المجتمع على نحو متساوٍ بين جميع الأطراف. تم تنظيم القرامطة كمجتمع على التقليد الباطني الغربي لكنه لم يكن سريًا؛ إذ كانت أنشطتهم علنية أمام الجميع، لكن كان على الأعضاء الجّدد أن يخضعوا لحفل استهلال يشمل سبع مراحل. توحدت وجهة النظرة بين القرامطة للعالم وهي بأن كل ظاهرة تكرر نفسها في دورات إذ يتم تكرار كل حادث مرارًا وتكرارًا.
حتى قبل الاستيلاء على البحرين، قام القرامطية بتحريض ما أسماه بعض العلماء «قرن الإرهاب» في الكوفة. ومن البحرين، بدؤوا بشن غارات على طول طرق الحج العابرة للمملكة العربية السعودية: في عام 906، نصبوا كمينًا لقافلة الحجاج العائدين من مكة المكرمة وقتلوا 20,000 منهم. في عهد أبو طاهر الجنابي، اقتربوا من الاستيلاء على بغداد في عام 923 ثم تمكنوا من الاستيلاء على مكة في عام 930. في الاعتداء على أقدس المواقع الإسلامية، دنّس القرامطة بئر زمزم بجثث من الحجاج وأخذوا الحجر الأسود من مكة إلى واحة الأحساء. وفقًا للمؤرخ أبو المعالي الجويني، أعيد الحجر بعد 22 عامًا في عام 951 في ظروف غامضة. في كيس ملفوف أُلقي في مسجد الكوفة في العراق، معلق عليه ملاحظة تقول: «أخذناه بالأمر، وبالأمر أعدناه». إن سرقة ونقل الحجر الأسود تسبب في كسره إلى سبع قطع.
تبع الاستيلاء على مكة الإثارة المليارية بين القرامطة (وفي بلاد فارس) مع اقتران زحل والمشتري في عام 928. أصبحت البحرين مقرًا للخليفة مهدي من أصفهان الذي ألغى قانون الشريعة الإسلامية. قام المهدي الجديد بتغيير قِبلة الصلاة من مكة لتصبح صلاة النار، وهي ممارسة زرادشتية خاصة. يرى بعض العلماء أنهم "ربما لم يكونوا من الإسماعيليين على الإطلاق في البداية، وأن سلوكهم وعاداتهم أعطت مصداقيتها للاعتقاد بأنهم ليسوا مجرد دعاة زنادقة بل كانوا أعداء مريرين للإسلام.

خلال الجزء الأكبر من القرن العاشر، شكّل القرامطة القوة الأكبر في الخليج الفارسي والشرق الأوسط وسيطروا على ساحل عمان وجمعوا الجزية من الخلافة العباسية في بغداد والخلافة الإسماعيلية الفاطمية في القاهرة، التي لم يعترفوا بها قطّ. كانت الأراضي التي حكموها غنية للغاية مع اقتصاد ضخم قائم على الرقيق وفقًا للأكاديمي إسحاق ناكاش:
امتلكت جمهورية القرامطة كميات كبيرة من الفاكهة والحبوب على حد سواء في الجزر وفي إحساء والقطيف. وقد ذكر ناصري خسرو، الذي زار الأحساء في عام 1051، أن هذه العقارات زرعها حوالي ثلاثين ألف من العبيد الإثيوبيين. ويذكر أن سكان الأحساء كانوا معفيين من الضرائب. ويمكن لأولئك الذين يعانون من الفقر أو الذين يعانون من الديون الحصول على قرض إلى أن ينظموا شؤونهم. ولم تؤخذ فوائد على القروض، واستُخدمت الأموال بشكل رمزي في جميع المعاملات المحلية. تميزت جمهورية القرامطة بتراث قوي وطويل الأمد. يدل على ذلك عملة معدنية تُعرف باسم طويلة، تم استخراجها في حوالي عام 920 من قِبَل أحد الحكام، والتي كانت ما تزال متداولة في الأحساء في أوائل القرن العشرين.
هُزم العثمانيون في معركة عام 976 على يد العباسيين، ما شجعهم على التطلع إلى الداخل لبناء مجتمعهم النفعي. حوالي عام 1058، اندلعت ثورة في جزيرة البحرين بقيادة عضوين شيعيين من قبيلة عبد القيس، أبول البهلول العوام وأبو الوليد مسلم، ما ساهم بتراجع سلطة القرامطة وصعود العيونيون إلى السلطة، وهي سلالة عربية تنتمي إلى بني عبد القيس.

## تايلوس وأرادوس
في القرن الميلادي الأول، كانت البحرين تسمى «تايلوس» من قبل الإغريق حينما قدم نيارخوس لاكتشافها، تنفيذًا لأمر الإسكندر الأكبر. وكانت تايلوس مركز تجارة اللؤلؤ. في حين سميت جزيرة البحرين باسم «تايلوس»، سميت جزيرة المحرق باسم «أرادوس». الجدير بالذكر أن مدينة عراد الواقعة في محافظة المحرق الآن أخذ اسمها من ذلك المسمى.

## وصول الإسلام
عرفت قبيل ظهور الإسلام باسم أوال. وقد سميت بذلك نسبة إلى صنم على شكل رأس ثور، يقع في جزيرة المحرق الحالية، ويعبده أقوام من بني بكر بن وائل وتميم حسب ما تذكر المصادر الإسلامية. وقد كانت جزر أوال في تلك الفترة مرتبطة بالساحل الشرقي للجزيرة العربية، وشكلت الجزر في تلك الفترة مع المنطقة الممتدة من العراق شمالاً إلى قطر جنوبًا إقليمًا واحدًا يسمى بلاد البحرين، وظلت الجزر مرتبطة سياسيًا كثيرًا بباقي بلاد البحرين منذ ذلك الوقت. فقد وقعت بلاد البحرين تحت هيمنة الفرس الساسانيين في تلك الفترة، يحكمونها عن طريق ولاة من العرب. وكان والي البحرين وقت ظهور الإسلام هو المنذر بن ساوى من بني تميم ومقره مدينة هجر (الأحساء الحالية)، وأكثر سكان الإقليم من قبائل عبدالقيس وبني بكر بن وائل من ربيعة إلى جانب بني تميم. وقد كانت جزر البحرين، مركزًا لكنيسة المشرق، ثم صار إقليم البحرين من أوائل الأقاليم التي اعتنقت الإسلام، وولى النبي محمد عليها العلاء الحضرمي في 629 م (العام السابع للهجرة) وبعثه برسالة سلمها إلى حاكمها المنذر بن ساوى التميمي. وفي الفتنة الثانية التي تلت موت الخليفة الأموي يزيد بن معاوية، احتلت طائفة النجدات من الخوارج بلاد البحرين ثم استعادها الأمويون زمن عبد الملك بن مروان. ومن آثار العصر الأموي في جزر البحرين بقايا مسجد الخميس، وهو من أقدم المساجد في التاريخ، وكان بناؤه في عهد الخليفة الأموي عمر بن عبد العزيز.

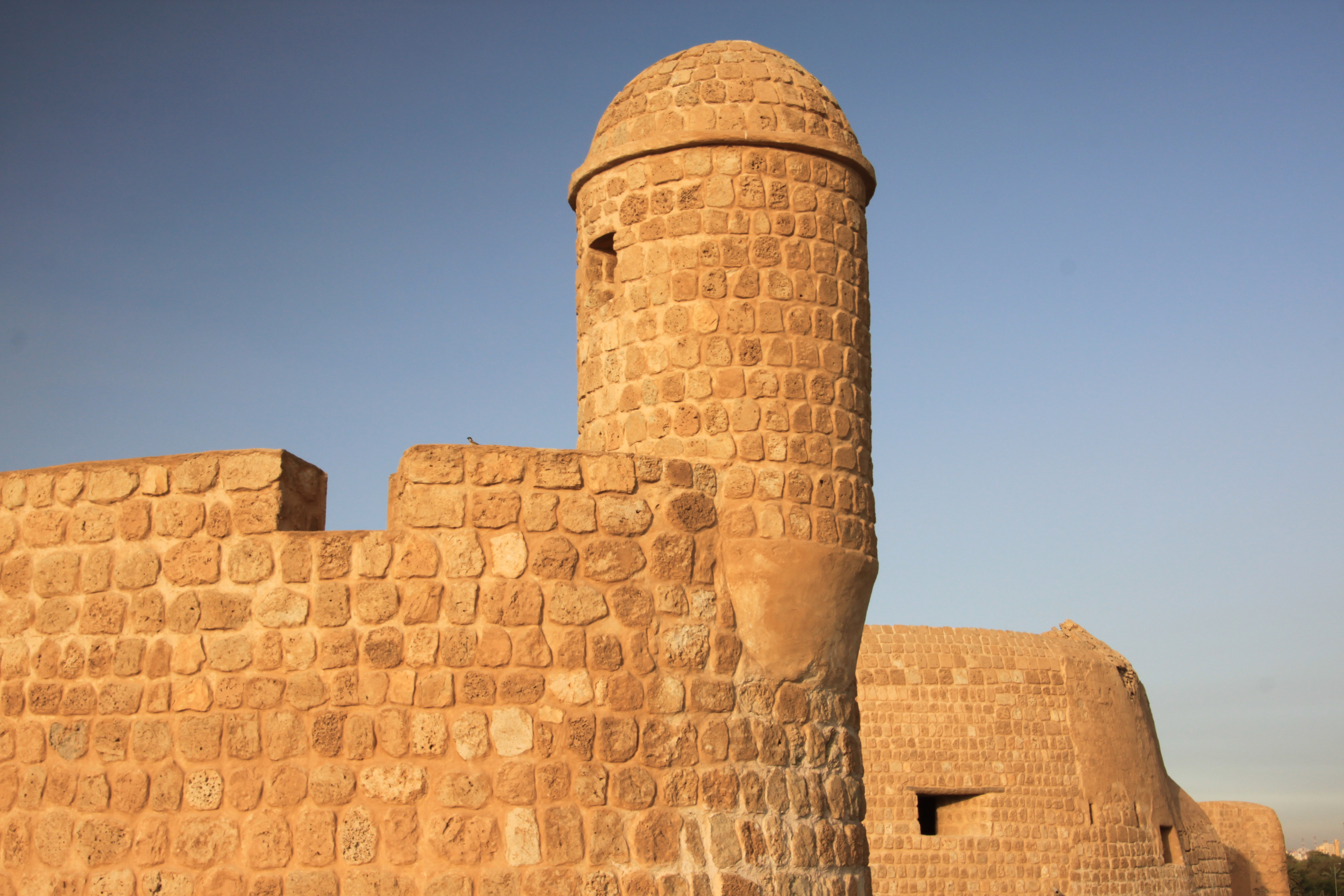
أحد حصون البحرين.

## العصور الوسطى

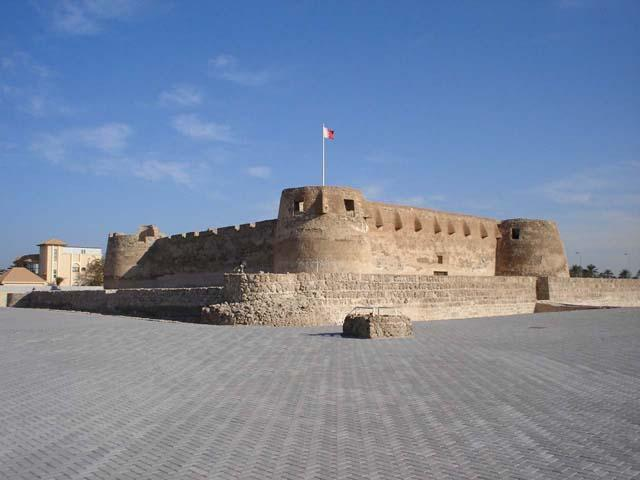
قلعة عراد: شاهد على التاريخ العسكري في البحرين

وبعد استيلاء العباسيين على الخلافة سنة 750 م (132 هـ) جعلوا بلاد البحرين وعمان تحت ولاية اليمامة، حتى ظهرت حركة القرامطة التي استولت على شرق الجزيرة العربية سنة 899 م، وجعلت عاصمتها في الأحساء. وقد كانت جزر أوال أول الأقاليم التي انسلخت عن القرامطة، وذلك عندما استقل بها أبو البهلول العوام من بني عبدالقيس سنة 1058 م وخطب للخليفة العباسي القائم بأمر الله في صلاة الجمعة. وحاول القرامطة استعادة الجزر سنة 1066 م فصدّهم أبو البهلول عنها في معركة بحرية، وانقضّ عرب البحرين على القرامطة في الأحساء على إثر ذلك فسقطت دولتهم سنة 1076 م على يد العيونيين مستعينين بالسلاجقة. وبسقوط القرامطة تناوب على حكم بلاد البحرين ببرّها وجزرها عدة سلالات عربية، حيث استولى ابن عيّاش على القطيف وأوال من أبي البهلول العوام، ثم بسط العيونيون حكمهم على كافة بلاد البحرين سنة 1076 م، تلاهم بعد ذلك العصفوريون سنة 1252 م، ثم الجروانيون سنة 1330 م. وتخلل ذلك احتلال أتابك فارس التركي لجزر البحرين بين 1235 و1253 م. وبعد عام 1330 م صارت بلاد البحرين تدفع الجزية لحكام هرمز، وفي هذه الفترة تظهر لأول مرة في المصادر التاريخية مدينة المنامة، عاصمة البحرين الحالية. واستمرت البحرين تحت هيمنة هرمز حتى أوائل القرن الخامس عشر حين قامت قبيلة الجبور البدوية من بني عقيل على الجروانيين واستولت على كافة بلاد البحرين، وفرض زعيمهم الأجود بن زامل الأتاوة على الهرمزيين.
ولا يمكن تحديد الوقت الذي انحسر فيه مسمى «البحرين» عن كافة شرق الجزيرة العربية واختصت به جزر البحرين، إلا أن الرحالة الدمشقي ابن المجاور من أهل القرن السابع الهجري (الثالث عشر الميلادي) والمغربي ابن بطوطة (القرن الرابع عشر الميلادي) كانا من أقدم من استخدم اسم «البحرين» للدلالة على الجزر دون باقي شرق الجزيرة العربية.

## البرتغاليون
أظهر البرتغاليين عزمهم في احتلال البحرين لوجود مغاصات اللؤلؤ التي تدر أرباحًا وفيرة، قدرها توران شاه ملك هرمز بحوالي 40 ألف أشرفي. فشنوا عددًا من الهجمات على تجارة اللؤلؤ الخاصة للجبور، وذكرت المصادر أنهم نهبوا سفينة داخل مياه الخليج العربي كانت قادمة من البحرين وعليها حمولة من اللؤلؤ سنة 1509. وازدادت تلك الرغبة وضوحًا عندما سمح البوكيرك للوزير الهرمزي خوجا عطار في احتلال البحرين سنة 917هـ/1511م، وقد نجحت تلك الحملة في انتزاع البحرين من الدولة الجبرية، إلا أنهم اجبروا على الانسحاب بعد أن هدد الجبور باحتلال سواحل عمان الخاضعة لسلطان هرمز. وفي يوليو 1514م/920هـ حاول بيرو البوكيرك احتلال البحرين ولكنه فشل. وكان هو أول برتغالي يقترب من البحرين. هنا أدرك البرتغاليون وحكام مملكة هرمز أن الاستيلاء على البحرين بمفردهما سيكون مشروعًا فاشلا، لأنها خاضعة لحكم الإمارة الجبرية القوية التي تحكم إقليم البحرين وعمان الداخل وحتى بلاد الحجاز.

### احتلال البحرين
كان أمراء الجبور يدفعون ضريبة سنوية لهرمز مقابل تملكهم البحرين، ولكنهم استغلوا احتلال البرتغال لهرمز فرفضوا تسديد الضرائب، فانكشف العجز المالي الذي واجه الخزينة الهرمزية. لذا لجأ الهرامزة إلى البرتغاليين يحرضونهم على غزو البحرين والقطيف لاستعادتها واسترجاع الضرائب المتأخرة لفائدة الطرفين الهرمزي والبرتغالي. فاحتلتها القوات البرتغالية بقيادة أنطونيو كوريا بعد معارك ضارية في أغسطس 1521، واحتلوا قلعتها. وبعدها قام أنطونيو كوريا بتسليم القلعة إلى الهرامزة، باعتبارهم المسئولين عن تحصيل الضرائب. وحدد ضريبة سنوية على البحرين بحوالي 400 دوكات. ثم أبحر انطونيو كوريا بعدها إلى غوا لمقابلة حاكم الهند دي سكويرا الذي أقر جميع القرارات والإجراءات الإدارية باستثناء انفراد الهرمزيين بمسؤولية جمع الضرائب. فقد أراد دي سكويرا أن تكون لهم الكلمة العليا في شؤون الواردات والصادرات، وأن يشرفوا على كامل الجمارك في هرمز والبحرين والقطيف وأيضا في صحار وقريات بعمان. فأمر بتعيين موظفيها من البرتغاليين في البحرين وعمان، وتأسيس مركز جمرك برتغالي في البحرين بإشراف إدارة برتغالية بحتة لجمع الضرائب، مما أثر على اقتصاد هرمز فأثار سخط وحفيظة الهرمزيين، إذ تبين للملك الهرمزي تورنشاه أن فائدتهم من احتلال البحرين قد ذهبت بلا معنى. فأشعل ثورة سميت بثورة الجمارك.

### ثورة 1529
وفي سنة 1529 رفع البرتغاليين الضريبة السنوية التي تدفعها هرمز إليهم إلى 100 ألف أشرفي، وبالتالي زادت الضريبة على البحرين التي تتبع لهرمز إلى الضعف تقريبًا، فرفض بدر الدين والي البحرين الهرمزي دفع الضريبة وعصيان الأوامر البرتغالية. فقرر داكونها حاكم الهند البرتغالي إرسال أخيه «سيماو داكونها» على رأس حملة تأديبية بهدف إخماد الثورة وإعادة احتلال قلعة البحرين وأسر حاكمها بدر الدين الذي جمع حوله 800 مقاتل وتحصن بالقلعة ورفض تسليمها للبرتغاليين. وعند وصولهم البحرين تقدم بدر الدين بعرض صلح مشروط. لكن البرتغاليين لم يستجيبوا له. فلما نزل سيماو البر لاحظ أن الحصن منيع جدًا، على عكس ماقيل له بأنه ركام. ومع ذلك فقد نصب المدفعية وشرع في إطلاق النار على مدى 3 أيام متواصلة إلى أن نفذت الذخيرة من البارود، ولم يتمكن من اقتحام القلعة رغم تصدع بعض جدرانها. فأرسل سفينة إلى هرمز لجلب المزيد من الذخيرة، فعادت بعد 14 يومًا. وخلال تلك الفترة سرت الحمى بين الجنود البرتغاليون والهرامزة، واستشرى المرض لدرجة أنه انعدم من يقوى منهم على سحب المدفعية إلى المراكب. ولم يبق على قيد الحياة من الجنود القادرين على القتال سوى 35 جنديًا برتغاليًا. عندئذ قرر الغزاة الانسحاب والتراجع إلى هرمز، وفي طريق العودة ازدادت حالتهم سوءا، فمات أكثرهم بمن فيهم «سيماو داكونها» قائد الحملة. وهكذا انتهت حملة البرتغاليين ضد ثورة 1529 البحرينية إلى كارثة إلا أن البرتغاليين عادوا من جديد بفضل الإمدادات التي وصلتهم من الهند وفرضوا سيطرتهم على البحرين.

### حصار العثمانيين للجزيرة
قامت القوات العثمانية بتنفيذ حصار صيف 1559 على قلعة البحرين بقيادة والي إيالة الإحساء مصطفى باشا، والذي حاول الاستيلاء على جزيرة البحرين وانتزاعها من مملكة هرمز التابعة للامبراطورية البرتغالية، قام الاتراك بنقل قواتهم بحرا وجهزوا اسطولهم المؤلف من سفينتي قادس و70 سفينة خفيفة لنقل 800 مقاتل إلى الجزيرة  ولكن الحصار العثماني انتهى بالفشل بعد تمكن البرتغاليين من إرسال تعزيزات عسكرية إلى البحرين من قاعدتهم في قلعة هرمز، وأجبروا الاتراك على مغادرة الجزيرة في 6 نوفمبر والتخلي عن سلاحهم مع دفع غرامة للبرتغاليين مقدارها مليون اقجة.
رغم أن السيطرة البرتغالية على البحرين امتدت من 1529 دونما انقطاع إلى أن احتلتها الدولة الصفوية سنة 1602، إلا أن حكمهم لم يكن مستقرًا بها، حيث توالت حركات المقاومة ضد الوجود البرتغالي بسبب تعسفه في فرض الضرائب، حتى تجد أن السنوات التي مارس فيها البرتغاليون سيطرتهم الفعلية على البحرين لم تتعد أكثر من 40 عامًا.
وفي سنة 1602 قام الفرس الصفويون باحتلال الجزيرة. وقد ظلت تحت الهيمنة الفارسية بشكل مباشر أو غير مباشر حتى 1783 م، تخلل ذلك غزوات من عمان (1717 و1738 م) وفترات من الاستقلال على يد العرب الهولة. وفي عام 1753 م، استولى ناصر آل مذكور شيخ عرب المطاريش في بندر بوشهر على البحرين نيابة عن كريم زند حاكم إيران.

## العتوب
وفي سنة 1783 م قام العتوب بقيادة أسرة آل خليفة أهل الزبارة في قطر بهجوم بحري في البحرين، فهزموا نصر المذكور واستقلوا بالبحرين.

### آل خليفة
لم تستقر الأوضاع في البحرين إذ تعرضت الجزيرة لغزوات عمانية ما بين أعوام 1799 و1828 م، كما اضطر حكام البحرين لدفع الجزية لإمارة الدرعية لبضع سنوات. ودفع الجزية لحاكم مسقط لاكثر من 30 سنة وقد جعل آل خليفة قاعدتهم في جزيرة المحرق، بينما كانت الحاضرة الكبرى في البحرين هي المنامة.
وبعد قيام الدولة السعودية الثانية حاول حاكمها فيصل بن تركي السيطرة على البحرين واستطاع فرض الزكاة عليها مؤقتًا. واستمرت النزاعات بين الطرفين وامتد حكم آل خليفة في بعض الأوقات إلى قلعة الدمام، إلا أن تلك الفترة شهدت أيضًا دخول الإمبراطورية البريطانية إلى الخليج العربي. وقد كانت بريطانيا تعتبر الخليج بمثابة بحيرة بريطانية وحلقة اتصال مهمة في الطريق إلى ممتلكاتها في الهند. وحرصت بريطانيا على بقاء البحرين مستقلة عن الدول المحيطة كالسعوديين، فقامت بريطانيا سنة 1859 م بإبلاغ فيصل بن تركي بأنها تعتبر البحرين «إمارة مستقلة،» وأرسلت أسطولاً بحريًا لحمايتها. وبعد سلسلة من المعاهدات بين بريطانيا وحكام البحرين—أولها معاهدة السلام البحري عام 1820—وقع آل خليفة اتفاقية الحماية البريطانية سنة 1861 م، وظلت البحرين محمية بريطانية حتى سنة 1971 م. وقد قدّر الرحالة البريطاني بالغريف عدد سكان البحرين وقت توقيع الاتفاقية بنحو 70,000 نسمة.
أدت المعاهدة بين البحرين وبريطانيا إلى تغييرات اجتماعية جذرية. تأسست أول مدرسة تعليمية عام 1919 وكانت هي مدرسة الهداية الخليفية للبنين، وكذلك تم افتتاح أول مدرسة للبنات في منطقة الخليج في البحرين عام 1928 وهي مدرسة خديجة الكبرى. اكتشاف النفط في البحرين عام 1932، وكانت البحرين أول منطقة في الخليج اكتشف النفط. تطلب إنتاج النفط آلاف العمال المتعلمين، فظهرت طبقة عاملة جديدة ساهم نتاجها إلى تطوير المجتمع البحريني على السنوات الخمسون التالية.
وفي عام 1923 م عمت الاضطرابات البحرين بعد أن تصادمت قبيلة الدواسر بالبحارنة، وقد كان الدواسر يعيشون في البحرين بشكل شبه مستقل عن آل خليفة منذ قدومهم إلى البحرين من شرق الجزيرة العربية سنة 1845 م، فقام البريطانيون بإجبار الدواسر على الجلاء عن البحرين في ذلك العام وغادر معظمهم إلى الدمام على الساحل المقابل.

## انتفاضة مارس
انتفاضة مارس إندلعت عام 1965، مطالبة بإنهاء التواجد البريطاني في البحرين

## الاستقلال

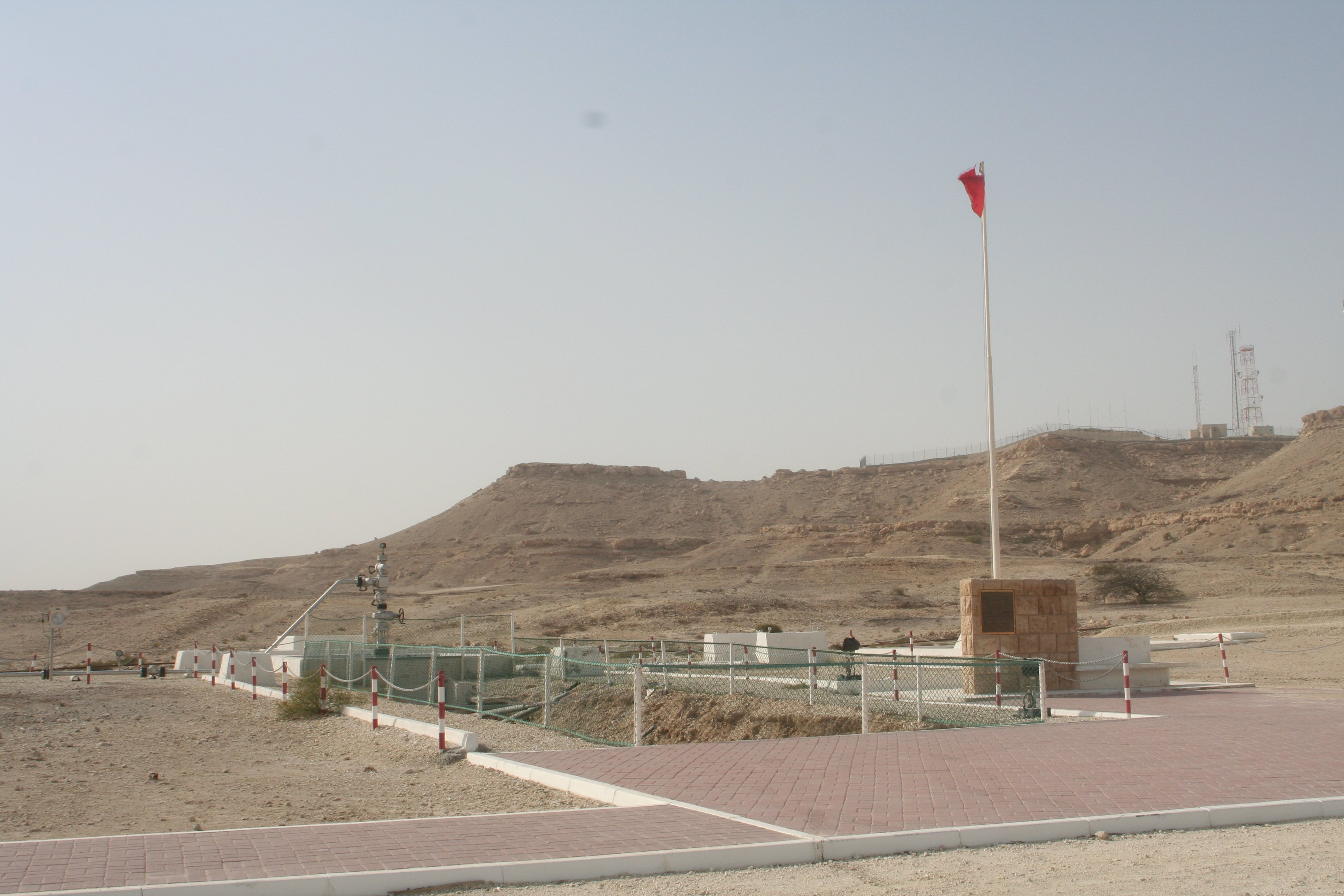
أول بئر نفط في البحرين.

بعد الحرب العالمية الثانية، أصبحت منطقة الخليج العربي أقل أهمية للإدارة البريطانية ففي عام 1968، أعلنت الحكومة البريطانية قرارها لإنهاء علاقات المعاهدة التي كانت قد عقدتها مع شيوخ دول الخليج العربية. وقامت إيران بالادعاء بأحقيتها بحكم البحرين منذ أول اتفاقية بين البحرين والبريطانيين في القرن التاسع عشر، وجددت الحكومة الإيرانية مطالبها حين رأت نية بريطانيا مغادرة الخليج، إلا أنها قررت التوقف عن مطالبها في البحرين مقابل تنفيذ مطالب أخرى لها في المنطقة. وأجري على إثر ذلك استفتاء في البحرين تحت إشراف الأمم المتحدة سنة 1970 م صوت فيه البحرينيون لبقاء البحرين مستقلة عن إيران.
انضمت البحرين إلى قطر والإمارات السبع (الذين يمثلون دولة الإمارات العربية المتحدة الآن وهم أبو ظبي، ودبي، والشارقة، وعجمان، وأم القوين، والفجيرة، ورأس الخيمة) لبحث توحيد الإمارات التسع. في منتصف 1971، لم يستطيعوا الاتفاق على ذلك وقررت البحرين بالاستقلال، واستطاعت القيام بذلك في 15 أغسطس 1971، ومبايعة صاحب السمو الشيخ عيسى بن سلمان آل خليفة أميراً لها.

## الحياة البرلمانية
كانت البحرين من أسبق وأوعى الدول لضرورة وجود مجلس يناقش الحكم ويحاوره، فبدأت بالبرلمان عام 1973، ولكن سرعان ما تم حل هذا البرلمان بقرار من الأمير الراحل عيسى بن سلمان آل خليفة في العام 1975.

## عهد الملك حمد
أصبح الملك حمد بن عيسى آل خليفة أميرًا على البحرين عام 1999 خلفًا لأبيه الشيخ عيسى بن سلمان آل خليفة. شهدت البلاد تغييرات كبيرة منها شرع الانتخابات للبرلمان، وأعطى المرأة حقها في التصويت، وأطلق سراح المساجين السياسيين.

## احتجاجات 2011
شهدت البحرين حملة احتجاجات من بعض فئات المجتمع بدأت يوم الإثنين 14/2/2011 م متأثرة بموجة الربيع العربي التي اندلعت في الوطن العربي مطلع عام 2011 م وبخاصة الثورة التونسية وثورة 25 يناير المصرية اللتين أطاحتا بالرئيس التونسي زين العابدين بن علي والرئيس المصري حسني مبارك. قاد هذه الاحتجاجات المعارضة التي تطالب بإصلاحات سياسية واقتصادية.
وكان لهذه الاحتجاجات أنصار من شرائح مختلفة من الشعب، لكنها قوبلت بالرفض من قبل شرائح أخرى من الشعب البحريني.